# Nokia 1280
Nokia 1280 — це доступний ультрабазовий дводіапазонний мобільний телефон від Nokia. Його було анонсовано в листопаді 2009 року та випущено в березні 2010 року для країн, що розвиваються. Він має класичний дизайн моноблока, призначений для того, щоб бути легким та міцним. Його спорідненим близнюком є Nokia 103, який постачається невеликими партіями на розвинені ринки. 
Nokia 1280 та Nokia 103 стали останніми телефонами Nokia з монохромним дисплеєм.

## Технічні характеристики телефону
- Час очікування: 528 годин
- Час розмови: 8 годин 30 хвилин
- Мережа: 2G мережа 800/900/1800 МГц
- Вібродзвінок: (необов'язково)
- Швидкий набір
- Внутрішня антена[3]
- Дисплей: 96x68, монохромний (драйвер: STE2007[4][5][6][7])

## Інші функції
Вбудоване стерео FM-радіо, гучний зв'язок, ліхтарик, календар, предикативне введення тексту, змінні кольорові чохли та три ігри (ігри, виділені жирним шрифтом, доступні лише в певному регіоні: Bounce, Rapid Roll, Snake Xenzia, Beach Rally, Sudoku, Forbidden Treasures, Soccer League).